# Château de Waha
Pour les articles homonymes, voir Waha (homonymie).
Le château de Waha est une demeure familiale située en Wallonie à Marche-en-Famenne dans la province de Luxembourg (Belgique).

## Historique
Le château est construit au XVIe siècle et agrandi au XIXe siècle par l'architecte Wéringer pour la famille de M. Lambert Louis le Jeune qui réside en ces lieux de 1845 à 2004. Il est classé le 15 janvier 2002.
Ce château aux lignes classiques profite d'une très large vue sur la Famenne. Bordé par une paire de dépendances, il est assorti d’un escalier fort rare en fonte.

## Géographie
Le château est situé dans le village de Waha, qui est une ancienne seigneurie posée sur le flanc d’une colline. Sa vue est immense. Une balade sur sa ligne de crête offre une vue splendide sur la Famenne et sur l’Ardenne forestière toute proche.